# 391 (số)
391 (ba trăm chín mươi mốt) là một số tự nhiên ngay sau 390 và ngay trước 392.